# Étang de la Tour

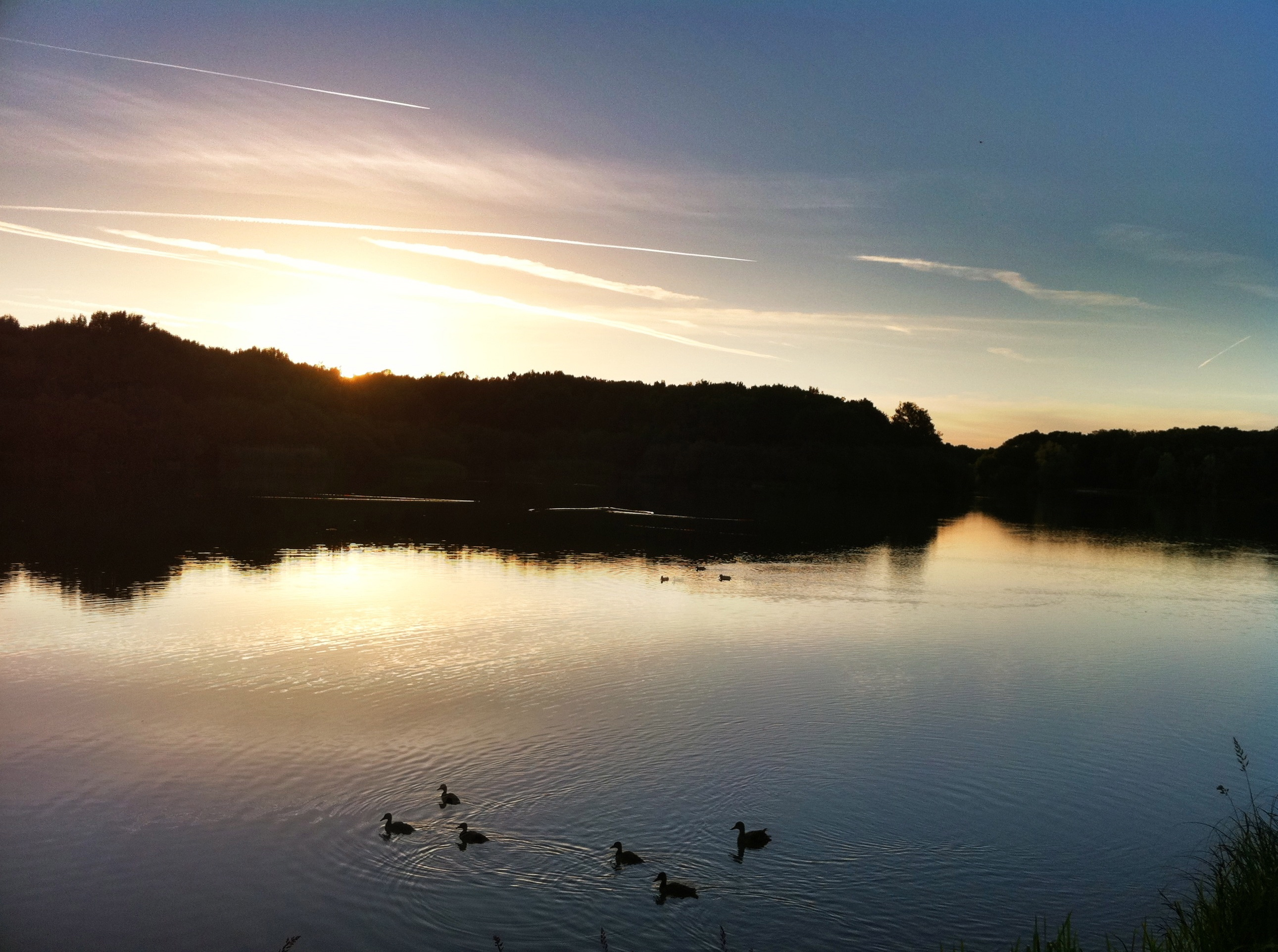
Étang de la Tour

L’étang de la Tour est un étang de la forêt de Rambouillet à cheval sur les communes de Rambouillet et Vieille-Église-en-Yvelines dans le département des Yvelines.
La gestion de l’étang est confié depuis 1984 au Syndicat Mixte d'Aménagement et de Gestion des Etangs et Rigoles (SMAGER) chargé du fonctionnement hydraulique, de la qualité de l’eau et de la préservation du milieu.

## Géographie

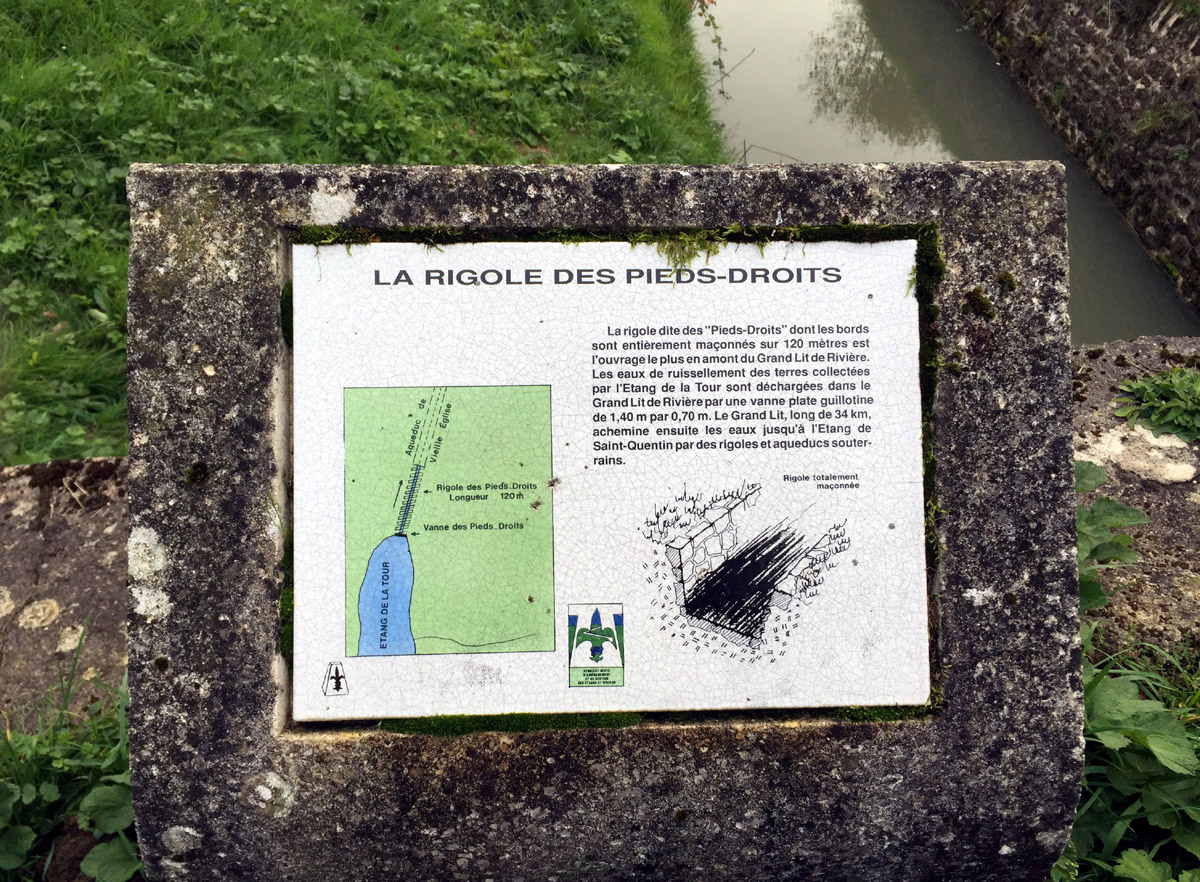
Étang de la Tour - rigole des Pieds-Droits

Situé à 165 mètres d’altitude, il couvre une surface de 12 hectares. La surface de collecte des eaux - bassin versant - est estimée à 669 hectares. La cote de base du déversoir est de 4,74 m et la cote de crête du barrage de 5,50 m.
L'axe hydraulique qui relie l'étang de la Tour à l'étang de Saint-Quentin en Yvelines fait 22 km avec une pente moyenne de 20 cm par km.
Du côté nord, la vanne des Pieds-Droits alimente la rigole des Pieds-Droits puis l'aqueduc « Grand lit de rivière » partiellement enterré, qui conduit à l'étang du Perray, distant de 4 km. Ce dernier est pourtant situé à une altitude un peu plus élevée.
Du côté sud, un déversoir alimente un ruisseau : la Drouette, qui rejoint tout d'abord l'étang d'or vers le sud, et plus tard se jette dans l'Eure après avoir arrosé Épernon.

## Histoire
Au XVIIe siècle, relié aux « étangs supérieurs » (étangs de Hollande), il constitua à partir de 1685, une partie du système hydraulique alimentant le parc de Versailles. Initialement, il devait recueillir les eaux de l'Eure captées à 80 km de là, acheminées par le canal de l'Eure, et destinées à alimenter également le parc de Versailles. Ce canal ne fut jamais achevé.

## Environnement

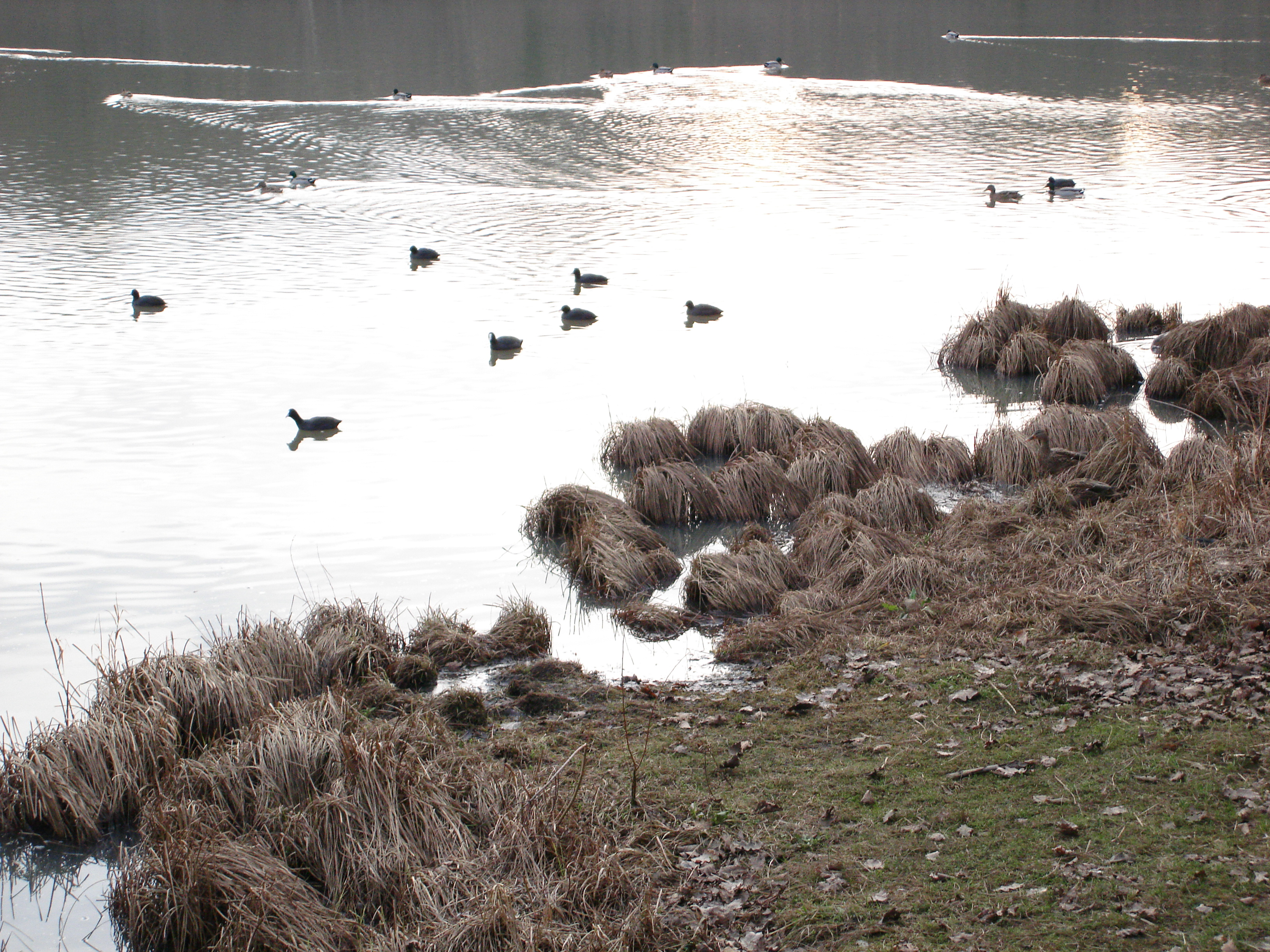
Étang de la Tour

Dans le cadre de la loi sur la protection des paysages l’étang de la Tour a été classé dès 1936-1937. Une partie des espaces qui borde l’étang est labellisé Zone naturelle d'intérêt écologique, faunistique et floristique (ZNIEFF) de type 1 depuis 1982. Il fait partie depuis 2006 de la zone Natura 2000 « massif de Rambouillet et zones humides proches » au titre de la Directive oiseaux.
Les vasières qui le bordent présentent un intérêt floristique avec des espèces protégées en Ile-de-France comme le Carvi verticillé, la Serratule des teinturiers ou le Paturin des marais. L’Etang de la Tour  abrite aussi des espèces protégées d’oiseaux comme le Martin-pêcheur d'Europe, le Chevalier guignette, le Grèbe huppé, le Bruant des roseaux ou le Héron cendré.